# Anatolij Alekseevič Karacuba
Anatolij Alekseevič Karacuba (Groznyj, 31 gennaio 1937 – Mosca, 28 settembre 2008) è stato un matematico russo, creatore dell'algoritmo di Karatsuba, il primo metodo rapido per la moltiplicazione di "numeri grandi", la cui idea viene usata da tutti gli altri algoritmi rapidi.

## Studio e lavoro

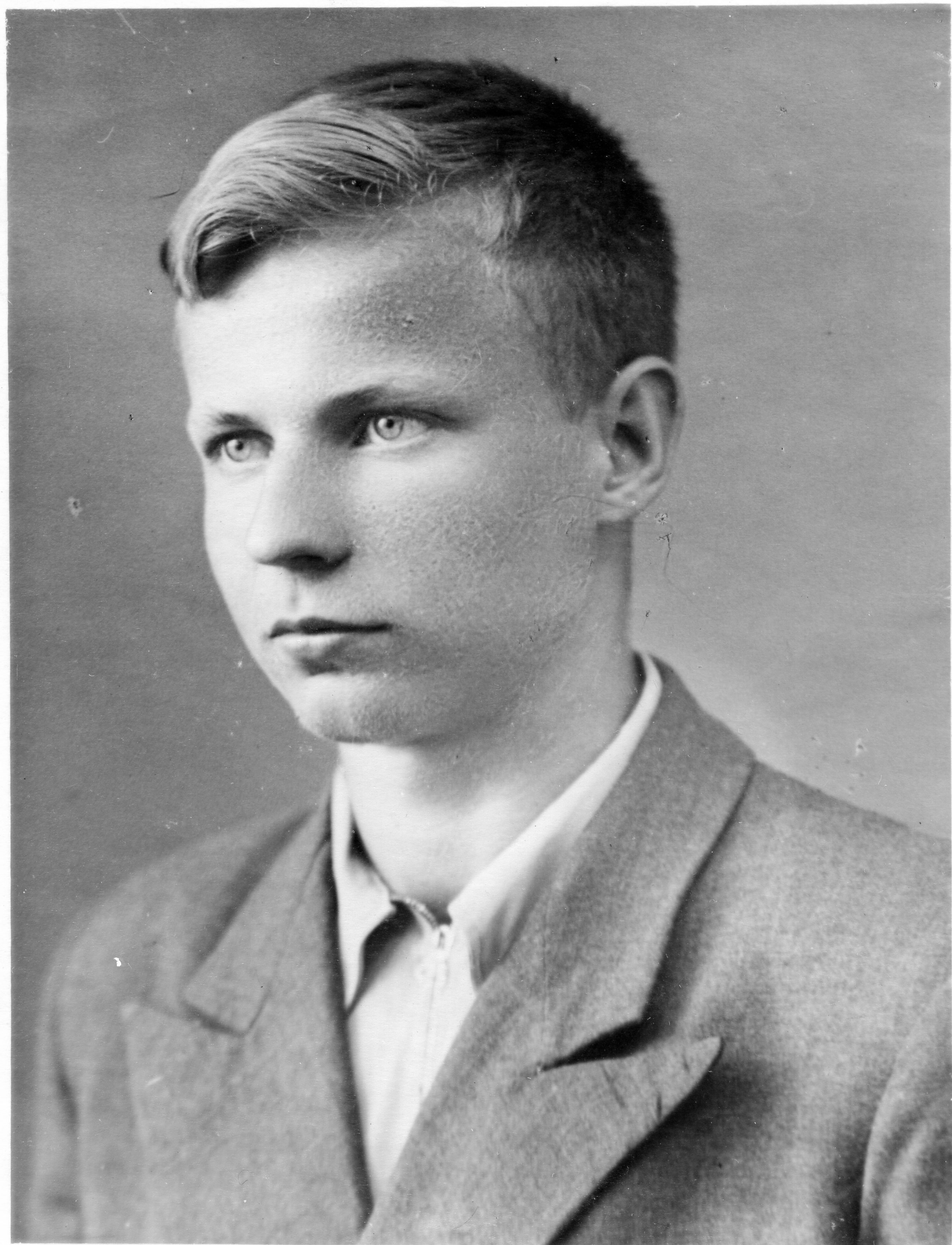
A.A. Karacuba diplomato della scuola media superiore.

Già dai primi anni di scuola ha dimostrato una straordinaria inclinazione per la matematica, risolvendo, ai primi anni delle elementari, problemi destinati agli allievi dei circoli matematici per scuole superiori.
Nel 1959 si è laureato in matematica all'Università Statale di Mosca “M. V. Lomonosov”). Nel 1962 ha terminato il dottorato discutendo la tesi "Somme trigonometriche razionali di tipo particolare e loro applicazione" sotto la guida di N.M. Korobov.
Nel 1966 ha discusso la tesi di dottorato "Metodo delle somme trigonometriche e teoremi del valor medio" divenendo ricercatore presso l'Istituto di matematica “V. A. Steklov” del RAS (MIAN).
È stato a capo del settore della teoria dei numeri presso l'Istituto di matematica “V. A. Steklov” dell'Accademia delle Scienze Russa (fondato nel 1983). Dal 1970 è stato professore presso l'università “M. V. Lomonosov” in teoria dei numeri e, dal 1980, di analisi matematica.